# Smicroplectrus excisus
Smicroplectrus excisus är en stekelart som beskrevs av Kerrich 1952. Smicroplectrus excisus ingår i släktet Smicroplectrus och familjen brokparasitsteklar. Arten är reproducerande i Sverige. Inga underarter finns listade i Catalogue of Life.